# Mario Verdaguer
Mario Verdaguer (Mahón, 13 de junio de 1885 – Barcelona, 1963) fue un escritor, crítico, traductor y periodista español.

## Biografía
Nace en Mahón en 1885 como hijo de Magín Verdaguer y Callís, natural de Vic, catedrático de latín, escritor y poeta, hermano del político Narciso Verdaguer y primo-hermano del poeta Jacinto Verdaguer, y de Isabel de Travesí y Guardia, sobrina de José Miguel Guardia, médico y filólogo.
A partir de 1893 vive en Palma de Mallorca donde su padre obtiene una cátedra. En 1902, empieza sus estudios de derecho cursados por libre, a distancia, en la facultad de derecho de Barcelona, que terminará en 1914. En 1903, se matricula en la Academia de Bellas Artes de Palma.

## Obras
En 1908, publica su primer y único libro de versos, En el Ángelus de la tarde, y su primera novela, La Venus llora. En 1927, publica las novelas El marido, la mujer y la sombra, y Piedras y viento.En 1953 pública "La ciudad desvanecida" Relato de vivencias durante los años que vivió en Palma de Mallorca.

## Periodismo y crítica
En 1907, inicia crítica literaria en la revista La Cataluña. En 1913, entra en la redacción de Las Noticias, tras su traslado a Barcelona. En 1914, entra en la sección de servicio extranjero de La Vanguardia. En 1927, es nombrado director de la recién fundada revista Mundo Ibérico.  En 1928 y hasta 1936, se le confía la crítica literaria semanal de La Vanguardia.

## Posguerra
En 1941, tras su regreso a Palma de Mallorca en 1940, ingresa en la compañía de seguros "Mare Nostrum", en la que trabajara hasta su jubilación.

## Traducción
- Alemán

En 1925, se publica su traducción de la novela de Thomas Mann, La montaña mágica, que se seguirá reeditando a lo largo de los siguientes setenta años (y cuyas cubiertas se pueden consultar aquí).

- Francés

En 1927, se publica su traducción de la novela Mi Tío Anghel, de Panait Istrati. En 1943, se publica su traducción de la novela de Goethe, Hermann y Dorotea.
En su crítica comparativa con la siguiente traducción al castellano de La montaña mágica, que no llegó hasta el año 2005, la crítica literaria germanohablante Claudia Kalász destaca la fiel reproducción del estilo del autor alemán en la traducción de Verdaguer, así como las similitudes entre el autor, que acababa de ganar el premio Nobel en 1929, y el propio traductor:

- de edad: Mann publicó su novela en Alemania en noviembre de 1924 cuando tenía 49 años y Verdaguer la tradujo cuando tenía cerca de esa edad (empezó en abril de 1932, o antes, y no acabó por lo menos hasta mayo de 1933, como lo acredita correspondencia con su hermano);

- de "estrato sociocultural": por ejemplo, se puede notar que ambos padres de los autores eran cónsul honorario, el padre de Mann de Países Bajos en Lübeck, y él de Verdaguer de Paraguay en Baleares.